# Großer Preis von Portugal 1992
Der Große Preis von Portugal 1992 (offiziell XXI Grande Premio SG Gigante de Portugal) fand am 27. September auf dem Autódromo Fernanda Pires da Silva in der Nähe von Estoril statt und war das 14. Rennen der Formel-1-Weltmeisterschaft 1992.

## Berichte

### Hintergrund
Infolge des spontanen Rückzugs seines Hauptsponsors beendete das Team Fondmetal nach dem Großen Preis von Italien sein Formel-1-Engagement. Da somit nur noch 26 Piloten anwesend waren, konnten sich zum ersten Mal seit dem Großen Preis von Japan 1987 sämtliche angereisten Teilnehmer für das Rennen qualifizieren, da ebenso viele Startplätze zur Verfügung standen.
Mit Nigel Mansell (zweimal), Riccardo Patrese, Gerhard Berger und Ayrton Senna (jeweils einmal) traten vier ehemalige Sieger zu diesem Grand Prix an.

### Training
Die beiden Williams-Piloten Mansell und Patrese qualifizierten sich für die erste Startreihe vor den McLaren-Teamkollegen Senna und Berger sowie den beiden Benetton von Michael Schumacher und Martin Brundle.

### Rennen
Infolge eines Motorproblems beim Start zur Einführungsrunde musste Schumacher vom Ende des Feldes ins Rennen gehen. Mansell gelang ein Start-Ziel-Sieg. Der neunte Sieg eines Fahrers innerhalb einer Saison war zum damaligen Zeitpunkt ein neuer Rekord.
Bis zu seinem Boxenstopp in Runde 23 lag Patrese auf dem zweiten Rang. Aufgrund eines Problems verzögerte sich der Stopp und Patrese kehrte als Vierter hinter Senna und Berger auf die Strecke zurück. Er schloss innerhalb von 15 Umläufen zu Berger auf und befand sie neben ihm, als dieser in die Boxengasse abbiegen wollte. Das Vorderrad von Patrese berührte Bergers Hinterrad, wodurch Patreses Williams abhob und mehrere Meter durch die Luft geschleudert wurde. Der Italiener überstand den Unfall mit leichten Verletzungen. Mehrere Verfolger beschädigten sich ihre Fahrzeuge beim Überfahren von Trümmerteilen, die auf der Strecke lagen. Unter anderem Schumacher musste aufgrund dessen zwei unplanmäßige Boxenstopps einlegen. Das Williams-Team sah Berger als Verursacher des Unfalls an und legte Protest dagegen ein, dass dieser das Rennen fortsetzen durfte, ohne disqualifiziert zu werden. Die Rennkommissare beurteilten den Vorfall jedoch als normalen Rennunfall und sprachen daher keine Strafen aus.
Mit mehr als 37 Sekunden Rückstand auf Mansell erreichte Berger als Zweiter das Ziel. Nach insgesamt vier absolvierten Boxenstopps wurde Senna Dritter vor Brundle, Mika Häkkinen und Michele Alboreto.

## Meldeliste
| Team                           | Nr. | Fahrer               | Chassis        | Motor                       | Reifen |
| ------------------------------ | --- | -------------------- | -------------- | --------------------------- | ------ |
| Honda Marlboro McLaren         | 01  | Ayrton Senna         | McLaren MP4/7A | Honda RA122E 3.5 V12        | G      |
| Honda Marlboro McLaren         | 02  | Gerhard Berger       | McLaren MP4/7A | Honda RA122E 3.5 V12        | G      |
| Tyrrell Racing Organisation    | 03  | Olivier Grouillard   | Tyrrell 020B   | Ilmor 2175A 3.5 V10         | G      |
| Tyrrell Racing Organisation    | 04  | Andrea de Cesaris    | Tyrrell 020B   | Ilmor 2175A 3.5 V10         | G      |
| Canon Williams Team            | 05  | Nigel Mansell        | Williams FW14B | Renault RS3C 3.5 V10        | G      |
| Canon Williams Team            | 06  | Riccardo Patrese     | Williams FW14B | Renault RS3C 3.5 V10        | G      |
| Footwork Mugen Honda           | 09  | Michele Alboreto     | Footwork FA13  | Mugen-Honda MF-351H 3.5 V10 | G      |
| Footwork Mugen Honda           | 10  | Aguri Suzuki         | Footwork FA13  | Mugen-Honda MF-351H 3.5 V10 | G      |
| Team Lotus                     | 11  | Mika Häkkinen        | Lotus 107      | Ford Cosworth HB 3.5 V8     | G      |
| Team Lotus                     | 12  | Johnny Herbert       | Lotus 107      | Ford Cosworth HB 3.5 V8     | G      |
| March F1                       | 16  | Karl Wendlinger      | March CG911    | Ilmor 2175A 3.5 V10         | G      |
| March F1                       | 17  | Emanuele Naspetti    | March CG911    | Ilmor 2175A 3.5 V10         | G      |
| Camel Benetton Ford            | 19  | Michael Schumacher   | Benetton B192  | Ford Cosworth HB 3.5 V8     | G      |
| Camel Benetton Ford            | 20  | Martin Brundle       | Benetton B192  | Ford Cosworth HB 3.5 V8     | G      |
| BMS Scuderia Italia            | 21  | JJ Lehto             | Dallara 192    | Ferrari 037 3.5 V12         | G      |
| BMS Scuderia Italia            | 22  | Pierluigi Martini    | Dallara 192    | Ferrari 037 3.5 V12         | G      |
| Minardi Team                   | 23  | Christian Fittipaldi | Minardi M192   | Lamborghini 3512 3.5 V12    | G      |
| Minardi Team                   | 24  | Gianni Morbidelli    | Minardi M192   | Lamborghini 3512 3.5 V12    | G      |
| Ligier Gitanes Blondes         | 25  | Thierry Boutsen      | Ligier JS37    | Renault RS3C 3.5 V10        | G      |
| Ligier Gitanes Blondes         | 26  | Érik Comas           | Ligier JS37    | Renault RS3C 3.5 V10        | G      |
| Scuderia Ferrari               | 27  | Jean Alesi           | Ferrari F92AT  | Ferrari 040 3.5 V12         | G      |
| Scuderia Ferrari               | 28  | Ivan Capelli         | Ferrari F92AT  | Ferrari 040 3.5 V12         | G      |
| Central Park Venturi Larrousse | 29  | Bertrand Gachot      | Venturi LC92   | Lamborghini 3512 3.5 V12    | G      |
| Central Park Venturi Larrousse | 30  | Ukyō Katayama        | Venturi LC92   | Lamborghini 3512 3.5 V12    | G      |
| Sasol Jordan Yamaha            | 32  | Stefano Modena       | Jordan 192     | Yamaha OX99 3.5 V12         | G      |
| Sasol Jordan Yamaha            | 33  | Maurício Gugelmin    | Jordan 192     | Yamaha OX99 3.5 V12         | G      |

## Klassifikationen

### Qualifying
| Pos. | Fahrer               | Konstrukteur         | 1. Qualifikationstraining | 1. Qualifikationstraining | 2. Qualifikationstraining | 2. Qualifikationstraining | Start |
| Pos. | Fahrer               | Konstrukteur         | Zeit                      | Ø-Geschwindigkeit         | Zeit                      | Ø-Geschwindigkeit         | Start |
| ---- | -------------------- | -------------------- | ------------------------- | ------------------------- | ------------------------- | ------------------------- | ----- |
| 01   | Nigel Mansell        | Williams-Renault     | 1:13,041                  | 214,400 km/h              | 1:13,961                  | 211,733 km/h              | 01    |
| 02   | Riccardo Patrese     | Williams-Renault     | 1:13,672                  | 212,564 km/h              | 1:14,305                  | 210,753 km/h              | 02    |
| 03   | Ayrton Senna         | McLaren-Honda        | 1:15,343                  | 207,849 km/h              | 1:14,258                  | 210,886 km/h              | 03    |
| 04   | Gerhard Berger       | McLaren-Honda        | 1:15,117                  | 208,475 km/h              | 1:15,068                  | 208,611 km/h              | 04    |
| 05   | Michael Schumacher   | Benetton-Ford        | 1:15,356                  | 207,814 km/h              | 1:15,890                  | 206,351 km/h              | 05    |
| 06   | Martin Brundle       | Benetton-Ford        | 1:16,796                  | 203,917 km/h              | 1:16,084                  | 205,825 km/h              | 06    |
| 07   | Mika Häkkinen        | Lotus-Ford           | 1:16,173                  | 205,585 km/h              | 1:16,213                  | 205,477 km/h              | 07    |
| 08   | Michele Alboreto     | Footwork-Mugen-Honda | 1:16,282                  | 205,291 km/h              | 1:17,109                  | 203,089 km/h              | 08    |
| 09   | Johnny Herbert       | Lotus-Ford           | 1:16,755                  | 204,026 km/h              | 1:16,628                  | 204,364 km/h              | 09    |
| 10   | Jean Alesi           | Ferrari              | 1:16,937                  | 203,543 km/h              | 1:16,884                  | 203,683 km/h              | 10    |
| 11   | Thierry Boutsen      | Ligier-Renault       | 1:17,332                  | 202,503 km/h              | 1:16,930                  | 203,562 km/h              | 11    |
| 12   | Andrea de Cesaris    | Tyrrell-Ilmor        | 1:17,356                  | 202,441 km/h              | 1:17,240                  | 202,745 km/h              | 12    |
| 13   | Bertrand Gachot      | Venturi-Lamborghini  | 1:17,624                  | 201,742 km/h              | 1:17,250                  | 202,718 km/h              | 13    |
| 14   | Érik Comas           | Ligier-Renault       | 1:17,384                  | 202,367 km/h              | 1:17,264                  | 202,682 km/h              | 14    |
| 15   | Olivier Grouillard   | Tyrrell-Ilmor        | 1:17,512                  | 202,033 km/h              | 1:17,277                  | 202,648 km/h              | 15    |
| 16   | Ivan Capelli         | Ferrari              | 1:18,030                  | 200,692 km/h              | 1:17,287                  | 202,621 km/h              | 16    |
| 17   | Aguri Suzuki         | Footwork-Mugen-Honda | 1:17,361                  | 202,428 km/h              | 1:17,675                  | 201,609 km/h              | 17    |
| 18   | Gianni Morbidelli    | Minardi-Lamborghini  | 1:17,973                  | 200,839 km/h              | 1:17,387                  | 202,360 km/h              | 18    |
| 19   | JJ Lehto             | Dallara-Ferrari      | 1:17,847                  | 201,164 km/h              | 1:17,474                  | 202,132 km/h              | 19    |
| 20   | Maurício Gugelmin    | Jordan-Yamaha        | 1:17,949                  | 200,901 km/h              | 1:17,631                  | 201,724 km/h              | 20    |
| 21   | Pierluigi Martini    | Dallara-Ferrari      | 1:17,661                  | 201,646 km/h              | 1:18,676                  | 199,044 km/h              | 21    |
| 22   | Karl Wendlinger      | March-Ilmor          | 1:18,060                  | 200,615 km/h              | 1:18,445                  | 199,630 km/h              | 22    |
| 23   | Emanuele Naspetti    | March-Ilmor          | 1:18,092                  | 200,533 km/h              | 1:18,531                  | 199,412 km/h              | 23    |
| 24   | Stefano Modena       | Jordan-Yamaha        | 1:18,318                  | 199,954 km/h              | 1:19,314                  | 197,443 km/h              | 24    |
| 25   | Ukyō Katayama        | Venturi-Lamborghini  | –                         | –                         | 1:18,592                  | 199,257 km/h              | 25    |
| 26   | Christian Fittipaldi | Minardi-Lamborghini  | 1:18,615                  | 199,199 km/h              | 1:18,823                  | 198,673 km/h              | 26    |

### Rennen
| Pos. | Fahrer               | Konstrukteur         | Runden | Stopps | Zeit        | Start | Schnellste Runde |
| ---- | -------------------- | -------------------- | ------ | ------ | ----------- | ----- | ---------------- |
| 01   | Nigel Mansell        | Williams-Renault     | 71     | 1      | 1:34:46,659 | 01    | 1:17,137         |
| 02   | Gerhard Berger       | McLaren-Honda        | 71     | 3      | + 37,533    | 04    | 1:17,399         |
| 03   | Ayrton Senna         | McLaren-Honda        | 70     | 4      | + 1 Runde   | 03    | 1:16,272         |
| 04   | Martin Brundle       | Benetton-Ford        | 70     | 1      | + 1 Runde   | 06    | 1:19,371         |
| 05   | Mika Häkkinen        | Lotus-Ford           | 70     | 1      | + 1 Runde   | 07    | 1:20,187         |
| 06   | Michele Alboreto     | Footwork-Mugen-Honda | 70     | 0      | + 1 Runde   | 08    | 1:19,966         |
| 07   | Michael Schumacher   | Benetton-Ford        | 69     | 3      | + 2 Runden  | 05    | 1:17,772         |
| 08   | Thierry Boutsen      | Ligier-Renault       | 69     | 0      | + 2 Runden  | 11    | 1:20,275         |
| 09   | Andrea de Cesaris    | Tyrrell-Ilmor        | 69     | 0      | + 2 Runden  | 12    | 1:20,515         |
| 10   | Aguri Suzuki         | Footwork-Mugen-Honda | 68     | 0      | + 3 Runden  | 17    | 1:20,080         |
| 11   | Emanuele Naspetti    | March-Ilmor          | 68     | 0      | + 3 Runden  | 23    | 1:21,314         |
| 12   | Christian Fittipaldi | Minardi-Lamborghini  | 68     | 0      | + 3 Runden  | 26    | 1:19,605         |
| 13   | Stefano Modena       | Jordan-Yamaha        | 68     | 0      | + 3 Runden  | 24    | 1:20,889         |
| 14   | Gianni Morbidelli    | Minardi-Lamborghini  | 68     | 0      | + 3 Runden  | 18    | 1:20,807         |
| –    | JJ Lehto             | Dallara-Ferrari      | 51     | 0      | DNF         | 19    | 1:21,874         |
| –    | Karl Wendlinger      | March-Ilmor          | 48     | 0      | DNF         | 22    | 1:20,716         |
| –    | Érik Comas           | Ligier-Renault       | 47     | 0      | DNF         | 14    | 1:20,145         |
| –    | Ukyō Katayama        | Venturi-Lamborghini  | 46     | 0      | DNF         | 25    | 1:21,216         |
| –    | Riccardo Patrese     | Williams-Renault     | 43     | 1      | DNF         | 02    | 1:18,349         |
| –    | Pierluigi Martini    | Dallara-Ferrari      | 43     | 0      | DNF         | 21    | 1:22,156         |
| –    | Ivan Capelli         | Ferrari              | 34     | 0      | DNF         | 16    | 1:21,799         |
| –    | Olivier Grouillard   | Tyrrell-Ilmor        | 27     | 0      | DNF         | 15    | 1:21,906         |
| –    | Bertrand Gachot      | Venturi-Lamborghini  | 25     | 0      | DNF         | 13    | 1:22,394         |
| –    | Maurício Gugelmin    | Jordan-Yamaha        | 19     | 0      | DNF         | 20    | 1:23,606         |
| –    | Jean Alesi           | Ferrari              | 12     | 0      | DNF         | 10    | 1:21,638         |
| –    | Johnny Herbert       | Lotus-Ford           | 2      | 1      | DNF         | 09    | 1:58,788         |

## WM-Stände nach dem Rennen
Die ersten sechs des Rennens bekamen 10, 6, 4, 3, 2 bzw. 1 Punkt(e).

### Fahrerwertung
| Pos. | Fahrer             | Konstrukteur         | Punkte |
| ---- | ------------------ | -------------------- | ------ |
| 01   | Nigel Mansell      | Williams-Renault     | 108    |
| 02   | Ayrton Senna       | McLaren-Honda        | 50     |
| 03   | Michael Schumacher | Benetton-Ford        | 47     |
| 04   | Riccardo Patrese   | Williams-Renault     | 46     |
| 05   | Gerhard Berger     | McLaren-Honda        | 33     |
| 06   | Martin Brundle     | Benetton-Ford        | 30     |
| 07   | Jean Alesi         | Ferrari              | 13     |
| 08   | Mika Häkkinen      | Lotus-Ford           | 11     |
| 09   | Michele Alboreto   | Footwork-Mugen-Honda | 6      |
| 10   | Andrea de Cesaris  | Tyrrell-Ilmor        | 5      |
| 11   | Érik Comas         | Ligier-Renault       | 4      |
| 12   | Karl Wendlinger    | March-Ilmor          | 3      |
| 13   | Ivan Capelli       | Ferrari              | 3      |
| 14   | Pierluigi Martini  | Dallara-Ferrari      | 2      |
| 15   | Johnny Herbert     | Lotus-Ford           | 2      |
| 16   | Bertrand Gachot    | Venturi-Lamborghini  | 1      |
| 17   | JJ Lehto           | Dallara-Ferrari      | 0      |

| Pos. | Fahrer               | Konstrukteur                  | Punkte |
| ---- | -------------------- | ----------------------------- | ------ |
| 18   | Thierry Boutsen      | Ligier-Renault                | 0      |
| 19   | Aguri Suzuki         | Footwork-Mugen-Honda          | 0      |
| 20   | Gianni Morbidelli    | Minardi-Lamborghini           | 0      |
| 21   | Maurício Gugelmin    | Jordan-Yamaha                 | 0      |
| 22   | Christian Fittipaldi | Minardi-Lamborghini           | 0      |
| 23   | Olivier Grouillard   | Tyrrell-Ilmor                 | 0      |
| 24   | Ukyō Katayama        | Venturi-Lamborghini           | 0      |
| 25   | Paul Belmondo        | March-Ilmor                   | 0      |
| 26   | Eric van de Poele    | Fondmetal-Ford / Brabham-Judd | 0      |
| 27   | Emanuele Naspetti    | March-Ilmor                   | 0      |
| 28   | Damon Hill           | Brabham-Judd                  | 0      |
| 29   | Gabriele Tarquini    | Fondmetal-Ford                | 0      |
| 30   | Stefano Modena       | Jordan-Yamaha                 | 0      |
| –    | Andrea Chiesa        | Fondmetal-Ford                | 0      |
| –    | Roberto Moreno       | Andrea Moda-Judd              | 0      |
| –    | Alessandro Zanardi   | Minardi-Lamborghini           | 0      |

### Konstrukteurswertung
| Pos. | Konstrukteur         | Punkte |
| ---- | -------------------- | ------ |
| 01   | Williams-Renault     | 154    |
| 02   | McLaren-Honda        | 83     |
| 03   | Benetton-Ford        | 77     |
| 04   | Ferrari              | 16     |
| 05   | Lotus-Ford           | 13     |
| 06   | Footwork-Mugen-Honda | 6      |
| 07   | Tyrrell-Ilmor        | 5      |
| 08   | Ligier-Renault       | 4      |

| Pos. | Konstrukteur        | Punkte |
| ---- | ------------------- | ------ |
| 09   | March-Ilmor         | 3      |
| 10   | Dallara-Ferrari     | 2      |
| 11   | Venturi-Lamborghini | 1      |
| 12   | Minardi-Lamborghini | 0      |
| 13   | Jordan-Yamaha       | 0      |
| 14   | Brabham-Judd        | 0      |
| 15   | Fondmetal-Ford      | 0      |
| –    | Andrea Moda-Judd    | 0      |